# みよし (列車)

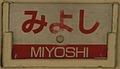
列車側面設置の愛称板

みよしは、西日本旅客鉄道（JR西日本）が芸備線の備後落合駅・三次駅 - 広島駅間で運転していた急行列車である。
芸備線および木次線で運転されていた優等列車の沿革についてもここで述べる。

## 概要
陰陽連絡線の急行列車の1つとして運転されていた「ちどり」の運転区間の短縮により、1985年に「みよし」が運転を開始した。2000年には芸備線の急行列車の総称として、最盛期は4往復運転されていた。しかし、沿線住民からは急行料金が不要な快速列車の増発運転への要望が強く、また高速バスの台頭などもあって平均乗車率が30%程度まで低下し、これ以上の利用者の増加を見込めなくなった。さらに車両の老朽化も進んでおり、2007年7月1日に廃止された。
「みよし」の列車名は、芸備線のほぼ中央に位置する三次市から採られている。

## 廃止直前の運行概況
備後落合駅・三次駅 - 広島駅間で4往復が運転され、このうち備後落合駅 - 三次駅間は普通列車として運転されていた。列車番号は、三次駅 - 広島駅間では号数+810で、備後落合駅発着の列車は、備後落合駅 - 三次駅間では直通する列車の号数+1820であった。備後落合駅発着の列車は、備後落合駅で新見方面の列車に接続していた。
三次駅 - 広島駅間の所要時間はおよそ1時間10分 - 20分で、2006年3月17日までは60分台の列車もあったが、JR福知山線脱線事故をきっかけに所要時間の見直しが実施されたことにより所要時間が延びている。

### 停車駅
備後落合駅 … この間は各駅に停車 … 三次駅 - 甲立駅 - 向原駅 - 志和口駅 - （下深川駅） - （安芸矢口駅） - （矢賀駅） - 広島駅
- （　）は3号・4号のみ停車。

### 使用車両

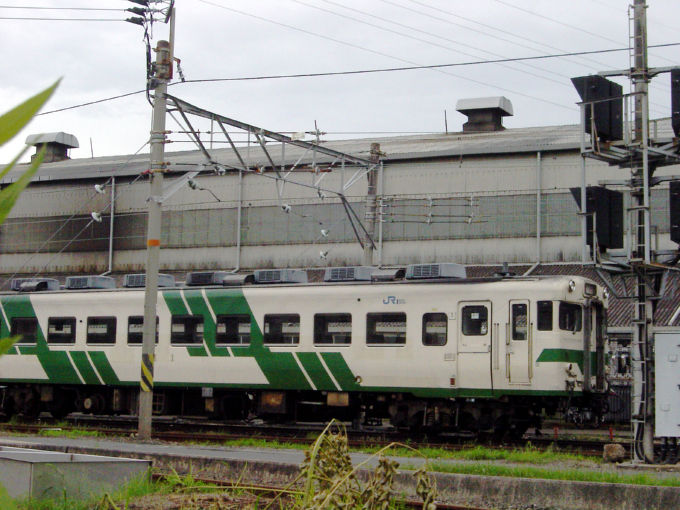
急行「みよし」用キハ58系（2004年7月4日）

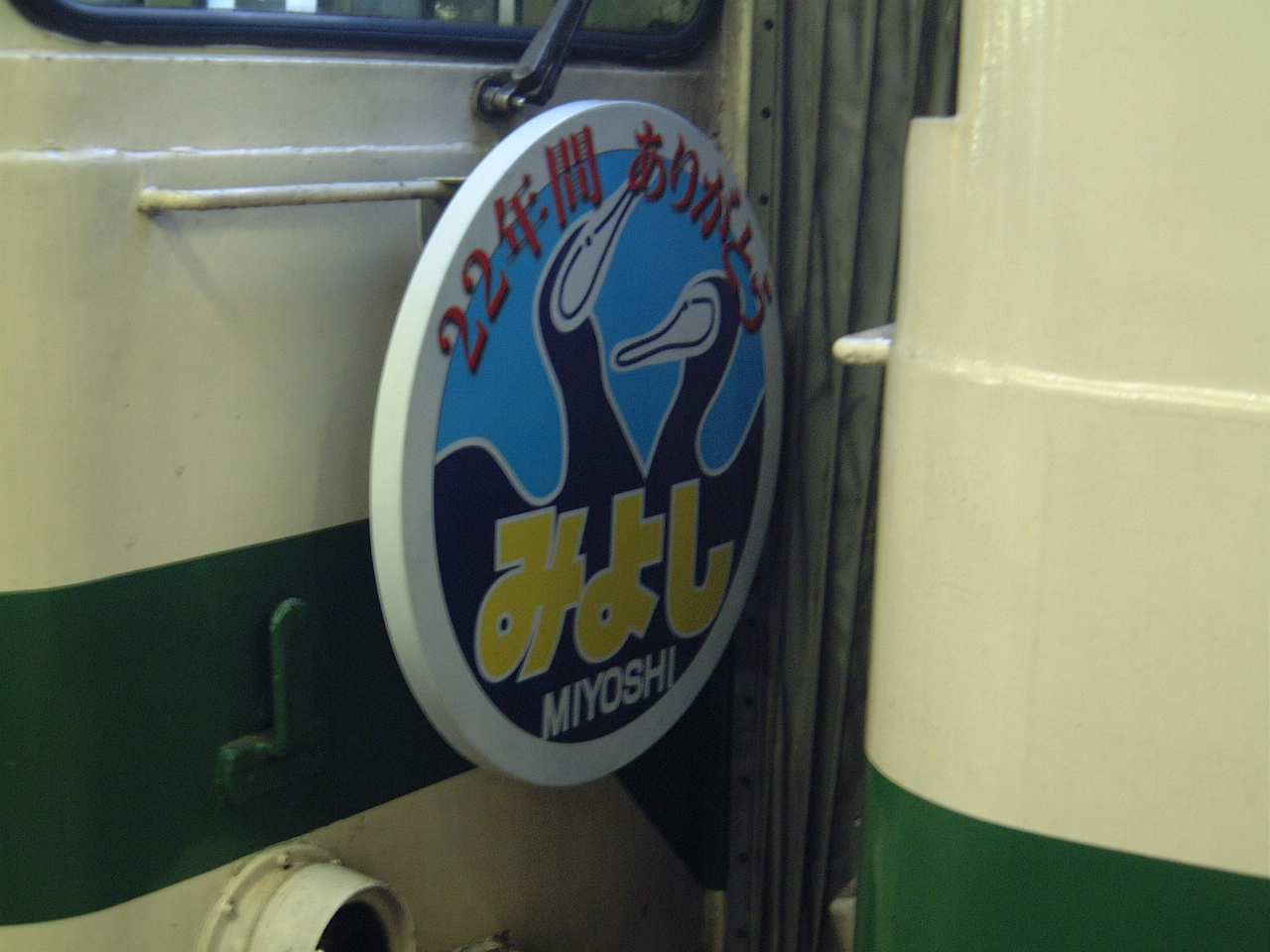
廃止までの1か月間だけ取り付けられたヘッドマーク

キハ58系気動車2両編成3本（2本使用、1本予備）が使用され、通常は2両編成で運転されており、普通車自由席のみの設定で座席指定席は連結されていなかった。
当時、急行列車でキハ28・58系気動車を使用しているのは、「みよし」のみとなっていたが、この列車の廃止により、急行形車両による急行列車が消滅した。多客時には2両増結された4両編成で、また、団体輸送が生じた際には、専用車両を併結した6両で運転されることもあった。
この車両は間合い運用で普通列車にも使用されていた。朝、広島から回送で送り込まれ三次発となる2829D、広島発三次行の1866D、三次発22時台の最終列車広島行となる1877Dに充当されていた（列車番号はいずれも廃止直前2007年3月18日改正時点のもの）。

## 芸備線・木次線優等列車

### 概説

#### ちどり
太平洋戦争終戦後、原子爆弾投下から急速に復興した広島市は、国の出先機関が設置されるなどの施策で中国地方全域の中心都市として求心性を強めた。このため、従来は京阪神方面との結びつきが強かった山陰地方からの交通需要が高まった。しかし、広島に連なる陰陽連絡の鉄道路線は芸備線・木次線・伯備線がすでに全通していたものの、戦後しばらく優等列車の設定はなく、普通列車も鈍足で本数が少ないまま置かれていた。
国鉄が新たな需要に対し迅速な対応を欠いた中、1950年（昭和25年）10月から一畑電気鉄道が松江 - 広島間急行バスの運行を開始。昼夜各1往復運転で新鋭の大型バスを投入し、当時の道路状況の悪さにもかかわらず、峠越えを含む200 km弱を6時間30分で運行して、直通客の獲得に成功した。
これに先だつ同年6月から、国鉄は自動車線の雲芸線に出雲今市（現・出雲市） - 備後十日市（現・三次）間夜行便の運行を開始、芸備線との連絡を図っていたが、一畑電鉄バスの好成績から、山陰 - 広島直通列車運行に踏み切る。鉄道としては最短ルートとなる木次線経由で、1953年（昭和28年）11月に週末運転の臨時列車として、米子駅 - 広島駅間に快速列車の運転を開始した。この列車は松江城の別名である千鳥城にちなんで「ちどり」と命名された。所要時間は242kmあまりに当初7時間20分と極めて鈍足ではあったが、それでも山陰〜広島間で乗り換えを要さない初の直通列車となったことから好評で、1954年10月からは臨時列車扱いのまま毎日運転となった。利用増大を受けて1955年（昭和30年）12月には夜行列車の「夜行ちどり」も運転を開始したが、列車愛称に「夜行」を冠した稀な事例である。
全区間で蒸気機関車が牽引する客車で運転され、芸備線内では中型機のC58形が牽引したが、急峻な峠越えを擁する木次線内は簡易線向け小形機関車のC56形しか使用できず、牽引定数の制限が厳しかったことから、二・三等合造車を含むわずか3両の軽量編成が組まれ、「ちどり」「夜行ちどり」とも同じ編成で運転された。
1959年（昭和34年）に準急列車として定期列車化され、使用車両も準急用の2基エンジン強力車であるキハ55系気動車が投入され、無煙化と大幅な速度向上が実現し、以後この地域のローカル優等列車には基本的に気動車が使用されるようになった。
1962年（昭和37年）に「夜行ちどり」が「ちどり」に編入されて廃止されたことにより、「ちどり」は2往復が運転されるようになった。気動車列車となったことで、客室面積に寄与しない機関車が不要となったことと、牽引定数に縛られない車両の増解結が容易になったため、木次線内では出雲坂根駅の三段スイッチバックにて線路有効長を最大限に生かすなどの対策を講じ、輸送力の向上が図られた。
1966年（昭和41年）に急行列車化され、1968年（昭和43年）には芸備線・木次線で運転される急行列車の愛称が「ちどり」に統一されたことにより、3往復となったが、米子鉄道管理局管内では、急行「いずも」とならび、傑出した乗車率の列車であった。繁忙期には輸送力が不足していたため、上り（米子行）を中心に臨時列車も運転され、夜行「ちどり」が3本運転される日もあった。その後、上り夜行「ちどり」の末端区間の、松江 - 鳥取間は普通列車(米子からは快速)となり、通勤輸送を担うことになり、前日の山陰本線経由「さんべ」の付属編成を米子止まりとして、翌朝の夜行「ちどり」と繋いで7両編成で運転していた。
新幹線が岡山市に乗り入れた1972年（昭和47年）から中国地方と山陰地方を結ぶメインルートは伯備線が担うようになり、さらに1975年（昭和50年）3月の山陽新幹線全線開業、中国自動車道や国道54号の整備が進むにつれて利用者数が低下した。1980年（昭和55年）には夜行「ちどり」が廃止されたが、廃止直前の夜行「ちどり」の収入は、1日20万円であった。1985年（昭和60年）には運転区間の短縮によって「みよし」が運転開始されると、1往復にまで削減された。国鉄分割民営化後も継続して運転されたが、1990年（平成2年）に木次線への乗り入れが廃止されて運転区間が備後落合駅 - 広島駅間に短縮され、2002年（平成14年）3月23日に「みよし」に編入（備後落合駅 - 三次駅間は新たに普通列車を設定）されて廃止された。

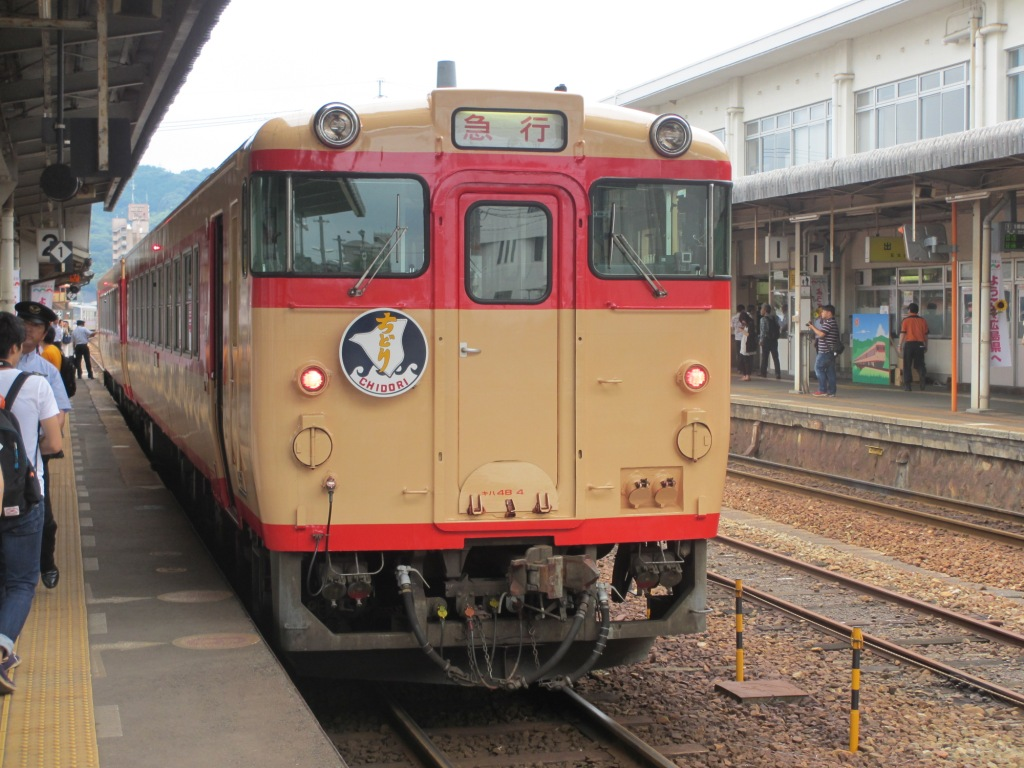
2013年8月・9月に運行されたキハ48形のリバイバル急行「ちどり」

その後、「広島県デスティネーションキャンペーン」の一環として、2013年（平成25年）8月31・9月1・7・8日に、広島 - 三次間で1日1往復、リバイバル急行「ちどり」が運転された。車両は往年の急行形気動車色風にラッピングされたキハ48形の2両編成が使用され、全区間全車指定席での運転となった。途中停車駅は下深川、志和口、向原、吉田口、甲立であった。

#### たいしゃく

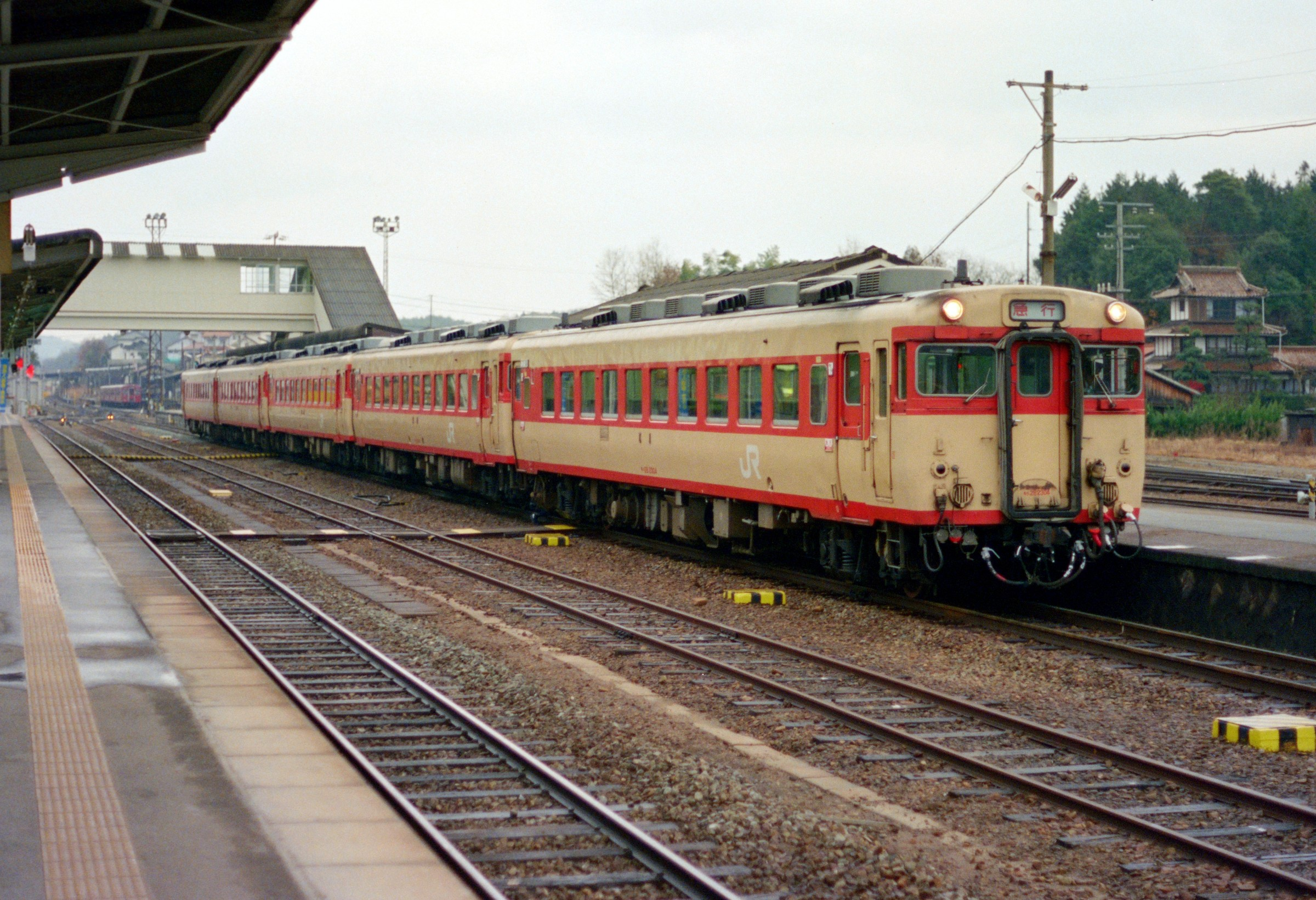
急行「たいしゃく」(三次駅 1989年)

1962年3月から準急列車として岡山駅 - 広島駅間を伯備線・芸備線経由で運転を開始したもので、東城駅の南西に位置している帝釈峡にちなんで「たいしゃく」と命名された。岡山駅 - 新見駅間では「しんじ」に併結され、新見駅で増解結が行われていた。直通利用はなく、新見駅 - 三次駅間はキハ20形の1両で運転されていたが、1966年に急行列車化、1968年には「ひば」が統合され、2往復になった。
1972年に伯備線内が削減されて全列車が新見駅 - 広島駅間の運転に統一され、しばらくは2往復が維持されていたが、並走する国道の開通と中国自動車道の一部開通により、1980年に一部の区間が普通列車として運転されるようになった。1985年に1往復に削減されて国鉄分割民営化を迎え、1991年には備後落合駅 - 広島駅間に見直されたが、2002年に運転区間が同一の「みよし」に編入されて廃止された。その後も「みよし」が廃止されるまで、備後落合駅での夜間留置は行われていた。

#### しらぎり
「ちどり」の増発列車として1962年3月に米子駅 - 広島駅間で運転を開始したが、「ちどり」は芸備線・木次線経由で運転されるのに対し、「しらぎり」は伯備線・芸備線経由で運転された。米子駅 - 広島駅間は木次線経由242.3kmと伯備線経由244.3km(備中神代駅 - 新見駅間の折り返しを含む)で運転距離もそれほど差はないが、線形は伯備線経由の方が良く、米子駅 - 広島駅間の所要時間は「ちどり」よりも30分以上短かった。
1966年に急行列車化されてからも運転区間の変更はなく、1968年に「ちどり」に統合されて廃止された。
列車名の由来は、3つの河川が合流する三次市で発生する霧である。

#### いなば
1964年10月から1968年10月まで鳥取駅 - 広島駅間で運転されていた準急列車・急行列車で、乗車率の高かった「ちどり」の救済のために運転されていた。広島駅 → 鳥取駅間は夜行列車として運転され、1966年に急行列車化されたが、1968年にわずか4年で廃止された。

#### ひば
1967年10月からわずか1年間だけ運転されていた急行列車で、新見駅 - 広島駅間で1往復のみ運転されていた。芸備線を走行する列車は、木次線か伯備線に乗り入れて中国地方と山陰地方を結んでいたため、純粋に芸備線のみを走行する優等列車としては、この列車が初めてであった(厳密に言えば新見 - 備中神代間が伯備線経由ではあるが)。新見駅6時30分発で、広島駅には9時58分に到着するダイヤは好評で、三次駅 - 広島駅間の乗車率は高かった。
列車名は、広島県・島根県および鳥取県にまたがる比婆道後帝釈国定公園にある比婆山が由来となっている。

#### やまのゆ
広島駅から湯原温泉や奥津温泉の観光需要を促進するために、1972年3月から1980年10月まで運転されていた急行列車で、津山駅 - 広島駅間を姫新線・芸備線経由で運転されていた。しかし、運転速度が遅く、1978年10月に中国自動車道の北房IC - 三次IC間が開通すると、当列車は1980年10月に廃止された。

### 沿革
- 1953年（昭和28年）11月11日：米子駅 - 広島駅間（木次線・芸備線経由）で、週末に運転する臨時列車として、快速「ちどり」が運転開始。
- 1955年（昭和30年）12月：米子駅 - 広島駅間（木次線・芸備線経由）で週末に運転する臨時列車として、快速「夜行ちどり」が運転開始。
- 1959年（昭和34年）4月20日：「ちどり」「夜行ちどり」が定期列車化され、列車種別が準急列車になる。
- 1961年（昭和36年）10月1日：「夜行ちどり」の米子行きが岩国駅始発になる（岩国駅 → 広島駅間は快速運転の普通列車）。
- 1962年（昭和37年）3月15日：ダイヤ改正により、次のように変更。
  1. 米子駅 - 広島駅間（伯備線・芸備線経由）で準急「しらぎり」が運転開始。
  2. 岡山駅 - 広島駅間（伯備線・芸備線経由）で「たいしゃく」が運転開始。
  3. 「夜行ちどり」が「ちどり」に編入されて廃止。「ちどり」は2往復になる。
- 1964年（昭和39年）10月1日：鳥取駅 - 広島駅間（木次線・芸備線経由）で準急「いなば」が運転開始。
- 1966年（昭和41年）3月5日：「ちどり」・「たいしゃく」・「しらぎり」・「いなば」が急行列車になる。
- 1967年（昭和42年）10月1日：新見駅 - 広島駅間で急行「ひば」が運転開始。
- 1968年（昭和43年）10月1日：「いなば」「しらぎり」が「ちどり」に、「ひば」が「たいしゃく」に統合されて廃止。「ちどり」は4往復に、「たいしゃく」は2往復になる。
- 1972年（昭和47年）3月15日：ダイヤ改正により、次のように変更。
  - 「ちどり」の米子駅発着列車の一部が松江 - 米子間普通列車になる。
  - 津山駅 - 広島駅間（姫新線・芸備線経由）で急行「やまのゆ」が運転開始。
  - 「たいしゃく」の新見駅 - 岡山駅間が削減され、上り列車1本が時間帯の近接していた「ちどり」(岩国始発で広島まで普通)と広島駅 - 備後落合駅間併結に変更。
- 1975年（昭和50年）2月7日・2月9日：下関発着・山陽本線経由の急行「ヤング大山」が運転。7日は臨時夜行便「ちどり51号」の時刻で米子まで運転、9日は臨時昼行便「ちどり51号」の時刻で松江から運転（出雲横田 - 備後落合間は、広島行き「ちどり51号」と同じく普通列車に増結、種別も普通列車に変更）。[4]
- 1975年（昭和50年）3月10日：「たいしゃく」の運転区間が新見駅 - 広島駅間に統一。臨時を除いて「ちどり」3往復(うち1往復夜行)、「たいしゃく」2往復(上り1本は広島 - 備後落合間で「ちどり」と併結)、「やまのゆ」1往復(広島 - 備後落合間で「ちどり」と併結)の陣容になる。
- 1980年（昭和55年）10月1日：ダイヤ改正により、次のように変更。
  1. 「ちどり」の夜行列車が廃止され、運転区間が鳥取駅・米子駅 - 広島駅間になる。
  2. 「たいしゃく」の一部区間が普通列車として運転されるようになる。
  3. 「やまのゆ」が廃止。
- 1984年（昭和59年）2月1日：「ちどり」のグリーン車の連結が廃止。岩国機関区の廃止により、全列車が広島運転所の担当になる。
- 1985年（昭和60年）3月14日：新見駅・備後落合駅 - 広島駅間で「みよし」1往復が運転開始（新見駅・備後落合駅 - 三次駅間は普通列車）。「ちどり」・「たいしゃく」はそれぞれ1往復になる。
- 1987年（昭和62年）：広島駅 - 浜田駅間（三江線・山陰本線経由）で臨時列車として「江の川」（三江線内快速）が運転開始。また、三次駅 - 宮島口駅間に臨時列車「宮島もみじ狩り号」が運転される。
- 1989年（平成元年）：広島駅 - 備後落合駅間に臨時列車「ネコヤマスノーエキスプレス」が運転開始。
- 1990年（平成2年）3月10日：「みよし」が1往復増発され、備後落合駅・三次駅 - 広島駅間の2往復になる。「ちどり」は木次線と島根県・鳥取県への乗り入れを廃止し広島県内の備後落合駅 - 広島駅間の運転になる。
- 1991年（平成3年）3月16日：「たいしゃく」の運転区間が備後落合駅 - 広島駅間に短縮。
  - 新見駅 - 備後落合駅間は普通列車で代替え。2001年3月2日までは新見始発でたいしゃくに乗車でき広島発は東城駅まで行けるダイヤであった。
- 1994年（平成6年）：臨時列車「江の川」がこの年を最後に運転されなくなる。
- 1995年（平成7年）：臨時列車「ネコヤマスノーエキスプレス」がこの年を最後に運転されなくなる。
- 2002年（平成14年）3月23日：運行区間を三次駅 - 広島駅間、愛称を「みよし」に統一（「ちどり」・「たいしゃく」は廃止）[1]。「みよし」が4往復になる[5]。
- 2003年（平成15年）10月1日：「みよし」の運行時間帯が変更され、1往復が矢賀駅・安芸矢口駅・下深川駅に停車するようになる。また、「みよし」の事実上の代替となる快速「みよしライナー」運転開始。
  - 停車駅が追加された理由は、急行を20分間隔のダイヤに組み込む関係上、列車交換が生じるからである。
- 2007年（平成19年）7月1日：「みよし」が廃止[6]。
- 2013年（平成25年）8月31日・9月1日・9月7日・9月8日：「広島県デスティネーションキャンペーン」にあわせて、広島駅 ‐ 三次駅間で全車指定席のリバイバル急行「ちどり」を1日1往復運転[7]。